# Yaa Gyasi
Yaa Gyasi (ur. 1989 w Mampong) – ghańsko-amerykańska pisarka.

## Życiorys
Urodziła się w 1989 roku w Mampong. W 1991 roku rodzina Gyasi przeniosła się do Stanów Zjednoczonych, gdzie jej ojciec zaczął wykładać francuski na Uniwersytecie Alabamy. Młoda Gyasi wychowała się w Huntsville. Postanowiła zostać pisarką w wieku 17 lat, pod wpływem lektury Pieśni Salomonowej autorstwa Toni Morrison. Ukończyła studia pierwszego stopnia w dziedzinie anglistyki na Uniwersytecie Stanforda, po czym została absolwentką Iowa Writers' Workshop na University of Iowa.
Zadebiutowała w 2016 roku powieścią Droga do domu: sagą rodzinną dwóch gałęzi ghańskiej rodziny żyjących w Ghanie i Stanach Zjednoczonych. Inspiracją dla siedmiopokoleniowej historii opisującej wpływ i spuściznę niewolnictwa były odwiedziny Gyasi w historycznym forcie Cape Coast w Ghanie, gdzie trzymano niewolników przed transportem za ocean. Za swój debiut Gyasi otrzymała rzekomo zaliczkę w wysokości miliona dolarów. Powieść trafiła na listę bestsellerów „New York Times’a” i spotkała się z uznaniem krytyki, a Gyasi w wieku 26 lat została wyróżniona szeregiem nagród, w tym PEN/Hemingway Award za najlepszy debiut oraz American Book Award. Znalazła się także na liście młodych talentów literackich „5 poniżej 35” ogłoszonej przez National Book Foundation.
W 2020 roku ukazała się druga powieść Gyasi, Transcendent Kingdom, w której opisano losy rodziny ghańskich imigrantów osiadłych w Alabamie. Rok później książka znalazła się na krótkiej liście nominowanych do nagrody Women’s Prize for Fiction. Gyasi jest także autorką opowiadań, które ukazały się w magazynach „African American Review”, „Guernica” oraz „Callaloo”.
Mieszka w Kalifornii.

## Twórczość
- 2016: Homegoing, wyd. pol.: Droga do domu. Michał Ronikier (tłum.). Wydawnictwo Literackie, 2016. ISBN 978-83-08-06159-6. Brak numerów stron w książce
- 2020: Transcendent Kingdom

## Nagrody
- John Leonard Prize przyznawana przez National Book Critics Circle[4][6]
- PEN/Hemingway Award za najlepszy debiut[4][6]
- American Book Award[4]
- Vilcek Prize for Creative Promise in Literature[4]